# Antonio Esteban Agüero
Antonio Esteban Agüero (Piedra Blanca, San Luis, 7 de febrero de 1917-Ciudad de San Luis, 18 de junio de 1970) fue un poeta, periodista y político argentino. Fue un activo militante de la Unión Cívica Radical y funcionario en el gobierno de la provincia de San Luis por ese partido, además de destacar por su labor como escritor y poeta.
El 30 de enero de 1938, el diario La Prensa, de Buenos Aires, publicó su poema «Balada de los pies descalzos», el primero que encara un tema social. A partir de entonces, colaboró regularmente en el suplemento dominical del diario, así como en numerosas revistas y periódicos argentinos y extranjeros.
A finales de 1952 se publicó su poema «Yo, Presidente», en el cual describía que iba a ocupar la Plaza de Mayo a la cabeza de un ejército de un millón de jinetes especiales, «para ser Presidente y organizar la Patria». Dado el estado de conspiración latente, y el antecedente del intento de  golpe de Estado del 28 de septiembre de 1951, el cual fracasó principalmente debido a la falta de apoyo por parte de suboficiales y tropa, los versos de Agüero fueron interpretados como golpistas. Agüero fue arrestado, estuvo dos meses en la cárcel y seis meses con arresto domiciliario en la casa que habitaba en ese momento, que había pertenecido a su abuelo materno, en la entrada de la villa serrana de Merlo. Desde la cárcel, escribía a su madre relatando que se encontraba bien y que lo habían tratado con mucha consideración y respeto.
El golpe de Estado ocurrió en 1955, luego del cruento bombardeo de la Plaza de Mayo, que costó más de trescientas víctimas civiles, sin contar desaparecidos, heridos y mutilados. Durante las intervenciones de facto de Carlos Manuel Trailero y sus sucesores, luego del golpe de Estado de 1955, que derrocó al gobierno constitucional, Agüero desempeñó importantes cargos públicos en su provincia, fue Presidente del Consejo Provincial de Educación de 1955 a 1956, Director de Cultura en 1957, Ministro de previsión Social y Educación en 1957 y Ministro de Gobierno desde 1958 a 1959.
En 1989, una de las estrofas del poema «Capitán de Pájaros» fue parafraseada como eslogan de la campaña presidencial de Carlos Saúl Menem: «Por el hambre de los niños pobres y la tristeza de los niños ricos».

## Carrera
Desde 1938, Agüero colaboró en el suplemento dominical del diario La Prensa (Buenos Aires), y en numerosas revistas y periódicos argentinos y extranjeros: La Nación (Chile), El Comercio (Perú), El Hogar, Mundo Argentino, Vosotras, Los Andes, Los Principios, Ideas (San Luis) y Revista de San Luis, entre otras.
En 1949 y 1950, la Comisión Nacional de Cultura le otorgó una Beca para realizar Estudios e Investigaciones sobre la vida y la obra de Leopoldo Lugones.
En 1960 el diario Clarín, de Buenos Aires, otorgó al poeta el Premio del Sesquicentenario de la Revolución de Mayo a su poema «Un hombre dice a su pequeño país», por voto unánime de los tres jurados, Jorge Luis Borges, Enrique Larreta y Fermín Estrella Gutiérrez. 
En 1973, Antonio Esteban Agüero recibió el título de doctor honoris causa post mórtem de la Universidad Nacional de San Luis.

## Publicaciones
Entre sus principales publicaciones se destacan: «Poemas lugareños» (1937), «Romancero Aldeano» (1938), «Pastorales» (1939), »Romancero de niños» (1946), «Cantatas del árbol» (1953), «Un hombre dice a su pequeño país» (1972), «Canciones para la voz humana» (1973) y «Poemas inéditos» (1978). Estas tres últimas obras fueron publicadas póstumamente por su segunda esposa, Rosa Romanella de Agüero.